# Barrett M98
L'M98 è un fucile semi-automatico a recupero di gas ed è un prototipo della Barrett Firearms Company. All'inizio è introdotto nel 1998 ma non fu prodotto dopo la produzione dell Barrett M99.